# Cinquanta sfumature di nero
Cinquanta sfumature di nero (Fifty Shades Darker) è il secondo capitolo della trilogia dell'autrice inglese E. L. James.

## Trama
La storia riprende esattamente dal punto in cui finisce il primo libro.
Anastasia, neolaureata, trova lavoro in una piccola casa editrice. Christian, stupendo multimilionario fanatico di pratiche sadomasochiste, cerca di ricucire lo strappo dato alla loro "relazione" da Anastasia qualche giorno prima. La ragazza aveva troncato ritenendo di non essere in grado di sopportare tutte le sue richieste 'particolari' nell'impossibilità di convivere con il suo passato oscuro.
Il rifiuto della ragazza è qualcosa di nuovo per Christian. I due riprendono a frequentarsi, e mentre lui lentamente si adatta a questa donna diversa dai suoi standard lei riesce pian piano a far breccia nel suo cuore. L'atteggiamento del protagonista maschile cambia, abbandonando lentamente le pratiche erotiche punitive per dedicarsi ad una forma di sesso più soft, solo per accontentare e non perdere la donna della quale si sta innamorando. Il sesso spesso crea contrasti tra i due: lui sempre invadente, lei che cerca di mantenere la sua autonomia lottando per tenere lontano Christian dal passato che puntualmente si ripresenta.
Il secondo libro si conclude con una proposta ufficiale di Christian ad Anastasia, ma il futuro ha in serbo per loro ancora delle dure prove: il ritorno alla vita di tutti i giorni è tutt'altro che tranquillo.

## Personaggi

### Personaggi principali
- Anastasia Steele, protagonista del romanzo, studentessa neolaureata, nata il 10 settembre del 1989.
- Christian Grey, giovane imprenditore miliardario, nato il 18 giugno del 1983.
- José Rodriguez, caro amico di Anastasia.
- Taylor, autista di Christian Grey.
- Elena Lincoln (Mrs Robinson), ex dominatrice di Christian.
- Jack Hyde, direttore editoriale della SIP, la casa editrice dove Anastasia lavora.

### Personaggi secondari
- Andrea, segretaria di Christian.
- Barney, informatico, lavora per Christian e Cicci.
- Bob, (quarto) marito della madre di Anastasia.
- Bryce Fox, collega di Anastasia.
- Carla Adams, madre di Anastasia.
- Caroline Acton, personal shopper di Neiman.
- Carrick Grey, padre di Christian.
- Claire, segretaria, lavora alla reception della SIP, la casa editrice dove Anastasia lavora.
- Clayton, famiglia proprietaria di un negozio di ferramenta dove lavorava Anastasia.
- Claude Bastille, personal trainer di Christian.
- Courtney, direttrice editoriale della SIP fa parte della redazione saggistica.
- Elisabeth Morgan, direttrice delle risorse umane della SIP, la casa editrice dove Anastasia lavora.
- Elliot Grey, fratello di Christian.
- Ethan Kavanagh, fratello di Kate.
- Franco De Luca, parrucchiere del salone di bellezza di Christian.
- Grace Trevelyan-Grey, madre di Christian Grey.
- Elena Lincoln(Mrs Robinson),ex dominatrice di Christian.
- Dott.ssa Greene, ginecologa di Anastasia.
- Greta, receptionist del salone di bellezza di Christian.
- Gretchen, domestica che lavora a casa di Carrick Grey.
- Gwen, compagna di Ros.
- Jerry Roach, presidente della SIP.
- Jones (Mrs), domestica di Christian Grey.
- John, commesso part-time al negozio di Clayton.
- John Flynn, psicologo di Christian.
- Katherine Kavanagh, coinquilina e amica di Anastasia, giornalista.
- Kay Bestie, vicepresidente della SIP.
- Leandra, cameriera all'International House of Pancakes.
- Leila, ex sottomessa di Christian, ossessionata da lui e Anastasia.
- Levi, compagno di corso di inglese di Anastasia e Kate, fotografo del giornale studentesco.
- Luke Sawyer, una delle guardie del corpo di Christian.
- Mark Benson, pilota del trainatore dell'aliante di Christian.
- Mia, sorella di Christian.
- Patrick, commesso part-time al negozio di Clayton.
- Paul Clayton, fratello più giovane dei Clayton.
- Ray, patrigno di Anastasia, secondo marito di sua madre.
- Rhian, moglie di John Flynn.
- Ros, vice di Christian alla GEH.
- Ryan, una delle guardie del corpo di Christian.
- Sophie, figlia di Taylor.
- Stephan, pilota d'aereo di Christian.
- Steve Paton, primo ragazzo di Kate.
- Travis, amico di José.
- Welch, dipendente di Christian, consulente per la sicurezza.

## Adattamento cinematografico
La Universal Pictures ha confermato ancor prima che uscisse il primo capitolo, la trasposizione cinematografica del secondo capitolo della trilogia. Prenderanno parte Jamie Dornan e Dakota Johnson per i rispettivi ruoli dei protagonisti.